# 克里斯蒂安·辛丁
克里斯蒂安·奥古斯特·辛丁（挪威語： Christian August Sinding，1856年1月11日—1941年12月3日），挪威作曲家。早年在莱比锡音乐学院学习，后曾长时间在德国居住并在欧美各地巡回演出。晚年回国，逝世前曾加入纳粹，成为其生涯中的污点。辛丁是格里格之后最重要的挪威作曲家，音乐受瓦格纳很大的影響，呈現明显的民族乐派特点。生前其作品曾非常流行，现在只有少数作品仍有上演机会。

## 爭議
自1930年代末辛丁患上嚴重失智症。在其逝世前八星期，他加入了挪威的納粹組織。隨着在二戰後的去納粹化，其作品受到杯葛，知名度因而大大降低。
他在生時在挪威和德國頗具名氣，使納粹方極力讓其加入。而他加入納粹的行為引起爭議，除了因為他當時的疾病，也因為他與知名反納粹者Nordahl Grieg的友誼及他在1930年代初期為猶太音樂家爭取權益。